# Экобена, Эфрем
Эфрем Экобена (фр. Ephrem Ekobena, род. 28 августа 1985, Оем) — габонский шоссейный велогонщик.

## Карьера
Эфрем Экобена родился в Оеме в большой семье, у него было 20 братьев и сестёр.
Его отец Сиприен, в прошлом велогонщик, сейчас является тренером. Он выиграл в частности в 1957 году Tour de Sangmélima (Сангмелима, Камерун), а два года спустя переехал в Габон и получил в день независимости страны габонское гражданство.
Следуя по стопам отца, Ефрем начал заниматься велоспортом в 14 лет. Он присоединился к юношеской сборной Габона в 2001 году, выиграв национальный чемпионат в своей возрастной категории. Регулярно выбираемый в сборную Габона, в 2006 году принял участие в своей первой Тропикале Амисса Бонго. В 2013 году он стал чемпионом Габона в индивидуальной гонке. В этом же сезоне на Тропикале Амисса Бонго был лидером после первого этапа в горном зачёте.
В конце феврала 2017 года вместе с пятью товарищами по сборной Габона (Нгандамба, Нзаху, Марога, Муленги, Чута) отказался выйти на старт гонки Тропикале Амисса Бонго из-за нехватки финансирования, учитывая что их тренером был бывший испанский велогонщик Абрахам Олано, а также невыплатой всех причитающихся им бонусов от федерации велоспорта Габона как минимум в течение как минимум двух лет. За это министерство спорта Габона пожизненно отстранило всех шестерых от велоспорта. В июле это решение было заменено двумя условными годами.
Стартовал на таких гонках как Тур дю Фасо, Тропикале Амисса Бонго, Тур Руанды, Тур Камеруна, Гран-при Шанталь Бийя, Тур Марокко. Был участником чемпионата Африки.

## Достижения
2013
 Чемпион Габона — индивидуальная гонка
2016
3-й на Чемпионат Габона — индивидуальная гонка
3-й на Чемпионат Габона — групповая гонка

## Рейтинги
| Год                 | 2013  |
| ------------------- | ----- |
| Африканский тур UCI | 127-й |
|                     |       |
| Источник: UCI       |       |